# 上田電灯
上田電灯株式会社（うえだでんとう かぶしきがいしゃ、旧字体：上田電燈株式會社󠄁）は、明治時代の長野県上田市（当時は小県郡上田町）に存在した電力会社である。1900年（明治33年）に設立され、1902年（明治35年）に県内5番目の電気事業者として開業したが、事業を広域化できないまま1911年（明治44年）に後発の信濃電気へと吸収された。

## 沿革
1898年（明治31年）5月、長野県で最初の電気事業者として長野市に長野電灯が開業した。これ以降、長野県では1900年（明治33年）にかけて松本電灯（東筑摩郡松本町）・飯田電灯（下伊那郡飯田町）・諏訪電気（諏訪郡上諏訪町）の順で新たに電気事業が開業していく。
そうした中、東信地方の町小県郡上田町（1919年市制施行し上田市に）では、町の有志が協議し水力発電を電源として町に電気を供給する上田電灯株式会社の起業を決定。設立手続きに時間を要したものの、1900年10月14日、資本金5万円で上田電灯を設立した。設立時の取締役は南川治三郎（専務。紙商「醋屋」）・荒井甚三郎（紙商「和泉屋」）・中村友太郎・中澤勝治郎（活版所経営）・中山禎次郎という顔ぶれであった。北佐久郡小沼村から参加の中山を除き取締役は上田町の人物である。こうして会社発足に至ったものの逓信省への電気事業許可申請の手続きにも不備があり、事業許可は翌1901年（明治34年）5月までずれ込んだ。
役員には異動が多く、開業までの間でも1901年6月に中村友之助に代わり埴科郡戸倉村の坂井量之助（地主、戸倉上山田温泉の開祖）が取締役に就任し、同年8月には長野市の森田斐雄（旧上田藩士族・元長野県会議長）と上田町の柳澤富八（醸造業「酒富」）が取締役に選出されて、森田が社長、南川が常務となっている。発電所その他一切の工事は1902年（明治35年）7月4日に完了し、12日に上田町内のうち海野町・横町・原町で試験点灯が行われた。試験成績は良好で、多くの見物人が集まったという。開業は1か月後の8月11日のことで、諏訪電気に続く長野県下で5番目の電気事業者となった。開業初期、同年12月末時点の電灯点火数は1018灯であった。当初は上田監獄や郵便局、停車場などの施設を大口需要家とした。
発電所は市街地から6キロメートルほど北に離れた千曲川（信濃川）支流の神川に設置された。発電所出力は当初60キロワット、1906年（明治39年）1月の増設後は120キロワットである。増設後は2000灯余りの電灯を取り付けたが、供給区域内（1907年末時点では小県郡上田町・神科村）にある人家のうち約3分の1に点灯した時点で新規需要に応じられなくなった。そのため上流側に2か所目の発電所を建設する運びとなり、1910年（明治43年）11月にこれを完成させた。第二発電所の発電力は当初120キロワット。発電力増強ののち、翌1911年（明治44年）6月時点における電灯点火数は4906灯（需要家数1672戸）、電動機数は15台（計27馬力）となっている。
経営について見ると、開業後1905年（明治38年）時点での取締役は中山禎次郎（社長）・中澤勝治郎（常務）・小野栄左衛門（1902年8月取締役選出。小県郡県村）・南川治三郎・柳澤富八の5名であった。同年3月6日、上田電灯は2万円の増資を決議。さらに1908年（明治41年）1月18日に8万円の増資を決議し、資本金を15万円としている。この時期取締役の顔ぶれに変動はなかったが、1907年時点では小野栄左衛門が社長、中澤勝治郎が常務をそれぞれ務める。1910年1月成澤伍一郎（上田の紬商）が取締役に補選される。この段階での取締役は小野（社長）・柳澤（常務）・中山・南川・成澤の5名であったが、同年7月の改選で取締役は小野・柳澤と勝俣英吉郎（上田の医師）・石森文次郎（上田の呉服商「森田屋」）・小宮山寅之助の5名に替わった。翌年時点では小野が社長、小宮山が常務をそれぞれ務める。なお1910年11月17日に5万円の追加増資が決議されており、資本金20万円の会社となっている。
1910年に入ると、上高井郡須坂町（現・須坂市）に本社を置く信濃電気が小県郡南部へと進出する動きをみせた。同社は1903年（明治36年）12月に開業した、上田電灯よりも後発の電力会社である。信濃電気の進出に対抗すべく上田電灯も供給区域の拡張に乗り出したが、1911年7月8日第二発電所が付近で発生した山崩れに巻き込まれ被災、発電不能の状態となってしまう。この危機に際して信濃電気が技術者を被災現場に派遣したことで、上田電灯と信濃電気両社の重役が接触する機会ができた。そして翌8月には両社間に合併仮契約が成立する。株主総会による合併可決を経て9月に逓信省からの合併認可があり、同年11月22日付で上田電灯は信濃電気に合併され解散した。信濃電気では上田電灯の合併に伴い上田に支店を開設し、順次上田・小県方面での事業を拡大していった。

## 供給区域
1910年末時点での供給区域は、長野県のうち小県郡上田町・神科村（どちらも現・上田市）の2町村のみであった。
小県郡の他地域への浸透は信濃電気時代のことである。信濃電気は上田電灯を合併した1911年11月中に郡南東部の神川村・塩川村・長瀬村・丸子村および県村（現・東御市）への供給を開始。南西部では1913年（大正2年）より順次別所村・中塩田村・東塩田村・西塩田村などへの供給を始め、1915年（大正4年）には青木村も点灯した。南部の山間では1914年（大正3年）7月長久保新町（現・長和町）、1916年（大正5年）武石村にて供給を開始している。郡北部では、1914年ごろに本原村や発電所のある長村での供給を開始。遅れて1920年（大正9年）4月には傍陽村でも点灯した。
小県郡南部の和田村（現・長和町）は同村に発電所を構える諏訪電気の供給区域に入ったが、その他の郡内34町村は1916年までに信濃電気の供給区域に入っている（同時点では傍陽村・西内村は未開業）。

## 発電所
上田電灯では小県郡神科村字畑山（現・上田市上野）と長村字横沢（現・上田市真田町長）の2か所に水力発電所を構えた。前者は畑山発電所、後者は横沢第一発電所というが、上田電灯時代の資料には後者は「長村発電所」という発電所名で記載されている。
1902年の開業時に建設された発電所は畑山発電所である。工事は長野電灯と同じく東京の品川電灯が請け負った。主任技術者として発電所工事に携わった人物に、元松本電灯・諏訪電気主任技術者で後に九州帝国大学教授となる降矢芳郎がいる。畑山発電所は上田の市街地から北へ6キロメートルほど離れた千曲川（信濃川）支流の神川沿いに立地。発電所建屋から約800メートル離れた神川（真田川）・傍陽川の合流点から取水し落差16メートルを得て発電するという仕組みであった。水車は米国マコーミック製水車、発電機は芝浦製作所製三相交流発電機（出力60キロワット・周波数60ヘルツ）で2組の設置。うち1組は1906年1月の増設である。
横沢第一（長村）発電所は1910年11月に竣工した。畑山発電所の上流側、神川（真田川）に立地。設備はドイツ・フォイト製水車および芝浦製作所製三相交流発電機（周波数60ヘルツ）からなる。発電機の出力は400キロワットであるが、1910年末時点では出力120キロワットに制限されていた。1911年7月、付近で発生した山崩れに巻き込まれ発電不能となるが、同年9月信濃電気の支援により復旧された。なお信濃電気合併後の1911年末時点では発電機の出力制限が解除されている。
信濃電気時代、1918年時点の設備一覧表では、畑山発電所の設備は芝浦製フランシス水車・250キロボルトアンペア三相交流発電機1組となっており、出力は65キロワットに減少している。1925年（大正14年）3月、畑山発電所では出力制限を解除するための改修工事が完成し、同年5月出力が220キロワットに引き上げられた。さらに1928年（昭和3年）12月横沢第二発電所（出力280キロワット）が運転を開始し、翌1929年（昭和4年）9月には横沢第一発電所の出力増加工事（出力840キロワットへ）が完了した。これら神川の3発電所は1951年（昭和26年）以後は中部電力に帰属するが、畑山発電所のみ1966年（昭和41年）5月に廃止されており現存しない。